# Cazinoul Sinaia

Cazinoul Sinaia

Cazinoul Sinaia, gazdă a numeroase conferințe, simpozioane, congrese și reuniuni naționale și internaționale, este, în același timp, locul preferat pentru organizarea unor expoziții deosebite de artă plastică și fotografie, lansări de carte, concerte și spectacole. Într-un cadru intim oferit de sala de concerte a Castelului Peleș, se organizează manifestări specific culturale, seri muzicale, concerte. 
Este situat în parcul „Dimitrie Ghica” și a fost construit la inițiativa lui Carol I. Construcția a început în anul 1911 și a fost terminată în mai puțin de 7 luni. Cazinoul a fost inaugurat în 5 iulie 1912. Închis temporar, printr-un decret regal, în timpul celui de-al Doilea Război Balcanic, a fost reinaugurat în 1913, printr-un concert al tânărului, pe atunci, genial violonist român George Enescu, precum și prin prezența pe marea scenă a Cazinoului a unui spectacol de înaltă ținută a dramaturgului Alexandru Davila (pe atunci și director al Teatrului din București), la care au asistat familia regală și Titu Maiorescu, pe atunci prim ministru al țării, reinaugurare care s-a încheiat cu jocuri de artificii.
Lucrările au fost supravegheate de arhitectul Petre Antonescu, care era și autorul planurilor. 
Cazinoul l-a avut ca prim acționar pe baronul Edgar de Marçay, acționar și al cazinoului din Monte Carlo, după arhitectura căruia a fost construit și cel din Sinaia.
Alți acționari au fost Eforia Spitalelor Civile, Primăria Sinaia, baronii francezi, frații De Marcay: Iv De Marcay și Edmond De Marcay, Edgar De Marcay, acționari și la cazinourile din Nisa și Monte Carlo, și politicienii Gheorghe Grigore Cantacuzino - Nababul și Nicolae Lahovary.
Cazinoul a funcționat cu intermitențele în timpul celor două războaie mondiale când a devenit centru de refugiați și răniți.
Cazinoul a funcționat de la inaugurare până în 1947, când sistemul comunism din România au interzis jocurile de noroc. 
Sala de Teatru este renumită prin acustică, arhitectură și deja celebrul pian la care a cântat George Enescu la inaugurarea clădirii, în anul 1913, având o capacitate de 400 de locuri.
Cazinoul a intrat pe lista obiectivelor turistice din stațiune la data de 27 aprilie 2013.